# Paul von Rittinger

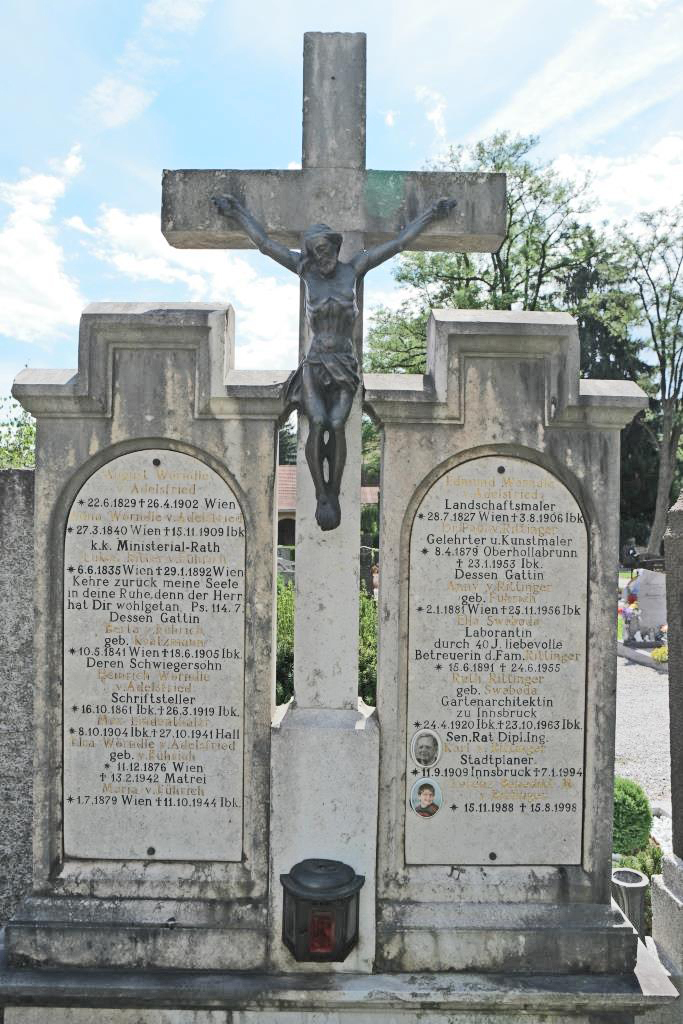
Grab von Paul von Rittinger auf dem Westfriedhof in Innsbruck

Paul von Rittinger (* 8. April 1879 in Oberhollabrunn, Niederösterreich; † 23. Januar 1953 in Innsbruck, Tirol) war ein österreichischer Maler, Schriftsteller, Polyhistor und Privatgelehrter.

## Leben

Istanbul; Aquarell über Bleistift auf Karton

Paul von Rittinger wird 1879 als Sohn von Max Rittinger, dem damaligen Bezirkshauptmann von Oberhollabrunn (entspricht dem heutigen Bezirk Hollabrunn) geboren. Nach dem frühen Tod der Mutter Anna, geb. Heidler von Egeregg (* 13. Februar 1856 in Wien; † 2. November 1880 ebenda) wird er durch die Großmutter erzogen. 1903 promoviert er an der Universität Wien zum Doktor der Kunstgeschichte. Im selben Jahr folgt ein Aufenthalt in der schwedischen Künstlerkolonie Leksland. 1906 heiratete von Rittinger Anny von Führich, die Enkelin des Malers Joseph Führich, mit der er drei Kinder (Karl, Hans und Thomas) hat. In den Jahren 1906 bis 1908 machte er zwei Studienreisen nach England. Seine ersten Bilder und philosophischen Schriften erfolgen in der Zeit von 1910 bis 1911. Seinen Militärdienst machte von Rittinger 1915 bis 1918 zuerst bei den Kaiserjägern in Trient, später in russischer Kriegsgefangenschaft. Er hat ab 1917 zahlreiche Ausstellungen im In- und Ausland. Im Jahr 1936 hält er kunsthistorische Vorträge in Innsbruck. 1953 stirbt Paul von Rittinger mit 73 Jahren in Innsbruck.
Das Leben von Paul von Rittinger war geprägt von seinem Streben nach künstlerischer und persönlicher Unabhängigkeit. Seine wirtschaftliche Position erlaubte es ihm früh, den Staatsdienst zu quittieren und sich nur mehr der Kunst ohne Rücksicht auf kommerzielle Interessen zu widmen. Um sich von seinen Wurzeln in einer zutiefst bürgerlichen Beamtenfamilie zu distanzieren, provozierte und schockierte Rittinger bei jeder Gelegenheit seine Mitmenschen. So ließ er sich in seiner Zeit auf Rügen einen Bart wachsen, den er nach seiner Rückkehr nur auf der einen Gesichtshälfte entfernte. In seinem Haus in Innsbruck veranstaltete er aufwändige Kostümfeste, die er in Anlehnung an ein Bild zur Erzählung E.T.A. Hoffmanns "Die wunderbaren Tauben des Prosper Alpanus" "Alpanische Feste" nannte. Paul von Rittinger ließ das von ihm gemalte und erdachte Sindbadspiel oft im Familien- und Freundeskreis spielen, um die Feinheiten des umfangreichen Regelwerks auszufeilen, an dem er noch bis zu seinem Tod Änderungen vornahm. 
Zur Bekanntheit des Sindbadspiels trug wesentlich die Wiederentdeckung durch Paul Flora bei. Im Zuge der Ausstellung Austria im Rosennest im Wiener MAK im Jahr 1996 wurde Ausstellungsbesuchern die Möglichkeit geboten, an einem Spiel teilzunehmen, das ohne Weiteres vier Stunden dauern kann.

## Werke

### Bilder
- Der große Sauteufel, Sus diabolus africanus niernzeiserli, das neuentdeckte Riesensäugetier, so genannt nach Hr. Prof. Niernzeiserl, der in ihm zuerst eine vom Kaninchen wesentlich verschiedene Art erkannte. Tuschfeder, Aquarell, Sassnitz 1917.
- Sindbad bei den Kakteenelfen. Tuschfeder, Aquarell, Sassnitz 1917.
- Unter dem Glasluster. Aquarell, Tuschfeder, 1917.
- Die wunderbaren Tauben des Prosper Alpanus. Tuschfeder, Aquarell, Metallfarben, Sassnitz-Innsbruck 1917–1920.
- Der Papageienfreund. Tuschfeder, Aquarell, Metallfarben, Sassnitz-Innsbruck 1917–1921.
- Zrvana Akarana. Die uferlose Zeit. Aquarell, Gouache, Tuschfeder, 1921.
- Die Stadt des bunten Khan. Gouache, Tuschfeder, Sassnitz 1918.
- Das Prunkschiff des Hiron. Aquarell, Tuschfeder, Sassnitz 1918.
- Rosenernte im Tal von Kasanlik. Gouache, Tuschfeder, Metallfarben, Sassnitz-Innsbruck 1918–1950.
- Die Auffindung des Moses. Tusche, Aquarell, Sassnitz-Innsbruck 1919–1921.
- Höhlenmensch und Höhlenbär. Gouache, Tuschfeder, Innsbruck 1919–1921.
- Das Erwachen der Bäume. Aquarell, Innsbruck 1919.
- Jussuf und Suleika. Gouache, Tuschfeder, Innsbruck 1919.
- Die 1000 Pagen der Königin von Samba. Tuschfeder, Gouache, ca. 1924.
- Die närrische Stadt. 1925/26.
- Bloomsbury. Tuschfeder, Aquarell, Deckweiß und Metallfarben, 1924–1932.
- Die Valikilja-Rischis. Tusche, Gouache, Silber, 1932.
- Der große Tod und das kleine Leben. Aquarell Deckweiß + Metallfarbe 1932.
- Don Francisco de Olrellana im Goldland Eldorado. Bronze, Tuschfeder, Deckfarben, 1942.
- Die Lustbarkeiten des Kardinals. Tusche, Aquarell, Deckfarben und Metallfarben, 1944.
- Ein Vogelnest im Paradies. Tusche + Aquarell 1946.
- Ein Zoo im Lande Liliput. Aquarell + Metallfarben 1946.
- Im Lande Fungistan. Aquarell, Gouache, Innsbruck 1948.
- Der Planet Gimpelhuber, so benannt nach dem Entdecker gleichen Namens, aus dem Zyklus Planeten. Aquarell, Gouache, Innsbruck 1949.

### Sonstige Werke
- Das Sindbadspiel, Brettspiel mit 136 Feldern, Die größten Weltreisenden aller Zeiten brechen noch einmal zu einer Reise durch alle Kontinente auf. Wer überlebt gewinnt nach Spielmarken, Tuschfeder, Aquarell, Innsbruck 1913–1919.
- Das Schwedenzimmer mit selbstentworfenen Jugendstilmöbeln, Innsbruck 1906.
- Alpanisches Zimmer benannt nach und inspiriert von einem Bild zur Erzählung E.T.A. Hoffmanns "Die wunderbaren Tauben des Prosper Alpanus", Innsbruck 1921.
- Historischer Atlas, unveröffentlicht, Innsbruck 1929.

### Im Film
Zwischen 1989 und 1991 wurde Paul von Rittinger mit dem Film "Ein Abenteurer im Schlafrock" von Paul Flora ein Denkmal gesetzt.